# Francesca Duranti
Francesca Duranti (Genova, 2 gennaio 1935) è una scrittrice italiana.

## Biografia
Maria Francesca Rossi - nota come Francesca Duranti - è figlia del politico Paolo Rossi
Dopo aver pubblicato i romanzi La bambina (1976 e 1985) e Piazza mia bella piazza (1978), si è affermata con il romanzo La casa sul lago della luna (1984), finalista al Premio Strega e vincitore del Premio Bagutta.
Sono seguiti Lieto fine (1987), Effetti personali (1988), Ultima stesura (1991), Progetto Burlamacchi (1994), Sogni mancini (1996), di cui la stessa Duranti ha scritto anche la versione in inglese. La saga famigliare d’ispirazione autobiografica L'ultimo viaggio della Canaria ha fruttato alla Duranti per la seconda volta il Premio Rapallo-Carige.
I suoi romanzi sono stati tradotti in diverse lingue.

## Opere
- La bambina, Milano, La Tartaruga, 1976.
- Piazza mia bella piazza, Milano, La Tartaruga, 1978.
- La casa sul lago della luna, Milano, Rizzoli, 1984. ISBN 978-88-17663-01-4
- Lieto fine, Milano, Rizzoli, 1987. ISBN 978-88-17663-03-8
- Effetti personali, Milano, Rizzoli, 1988. ISBN 978-88-17663-04-5
- Ultima stesura, Milano, Rizzoli, 1991. ISBN 978-88-17663-05-2
- Progetto Burlamacchi, Milano, Rizzoli, 1994. ISBN 978-88-17660-02-0
- Sogni mancini, Milano, Rizzoli, 1996. ISBN 978-88-17660-24-2
- Il comune senso delle proporzioni, Venezia, Marsilio, 2000. ISBN 978-88-31775-51-9
- L'ultimo viaggio della Canaria, Venezia, Marsilio, 2003. ISBN 978-88-31781-79-4
- Come quando fuori piove, Venezia, Marsilio, 2006. ISBN 978-88-31790-81-9
- Un anno senza canzoni, Venezia, Marsilio, 2009. ISBN 978-88-31797-37-5
- Manuale di conversazione: né rissa né noia, Lucca, Pacini Fazzi, 2009. ISBN 978-88-72469-48-4
- Il diavolo alle calcagna, Roma, Nottetempo, 2011. ISBN 978-88-74522-95-8

## Riconoscimenti
- 1984: Premio Martina Franca;
- 1985: Premio Bagutta,[3] per La casa sul lago della luna;
- 1988: Premio letterario Basilicata,[4] per Effetti personali;
- 1989: Premio Campiello,[5] per Effetti personali;
- 1989: Premio Hemingway per la narrativa;[6]
- 1997: Premio letterario nazionale per la donna scrittrice,[7] per Sogni Mancini;
- 2004: Premio letterario nazionale per la donna scrittrice,[7] per L'ultimo viaggio della Canaria